# Maria de Bourbon, Condessa de Soissons
Maria de Bourbon-Soissons (Paris, 3 de março de 1606 – Paris, 3 de junho de 1692), foi condessa de Soissons em seu próprio direito –como irmã e herdeira de Louis de Bourbon, conde de Soissons (1604-1641)–, e esposa de Tomás Francisco de Saboia, Príncipe de Carignano.

## Biografia
Era filha de Carlos de Bourbon, Conde de Soissons e Ana de Montafié, Senhora de Lucé.

### Casamento e filhos
Se casou em 6 de janeiro de 1625 com Tomás de Saboia, descendente das casas de Habsburgo, Valois, Médici e Avis, filho Carlos Emanuel I de Saboia e Catarina Micaela da Espanha, neta de Carlos V e de Isabel de Portugal, por via paterna e de Henrique II e de Catarina de Médici, por via materna.
Desta união nasceram quatro filhos:
- Luísa Cristina de Saboia-Carignano (1627-1689), casada com Fernando Maximiliano de Baden-Baden.
- Emanuel Felisberto de Saboia-Carignano (1628-1709), príncipe de Carignano, casado com Maria Ângela Catarina d'Este.
- José Emanuel de Saboia-Carignano (1631-1656), morreu jovem e sem descendência.
- Eugénio Maurício de Saboia-Carignano (1635-1673), conde de Soissons e duque de Carignan[2], casado com Olímpia Mancini.